# 山村尚正
山村 尚正（やまむら たかまさ）は、日蓮宗の僧。日蓮宗ホノルル妙法寺第六世住職。テノール歌手としても活動している。

## 来歴
- 昭和53年、刀匠岡崎正宗25代目として母の実家近くの静岡県駿東郡長泉町に生まれる。父は正宗24代孫山村綱廣。その後鎌倉市で育つ。鎌倉市立御成小学校入学、三年時に植木小学校に転学。日蓮聖人の伝記に感動し、立正中学校に入学。
- 14歳、三島市法善寺今井真光師の元、得度。立正高等学校卒業。声楽家を志し、昭和音楽大学に入学。日本のオペラ界の重鎮、栗林義信に師事。
- 19歳、毎日新聞社主催学生音楽コンクールで奨励賞を受賞。昭和音楽大学大学院に全額特待生として入学。細川久美子に師事。
- 22歳、オーストリアのフェルッチョ・タリアヴィーニ国際オペラコンクールにてファイナリスト。
- 23歳、世界的オペラ指揮者、菊池彦典の推薦により、昭和音楽大学オペラ、夢遊病の娘、エルヴィーノ役で新国立劇場にオペラデビュー。当時新国立劇場芸術監督の五十嵐喜芳に師事。
- 24歳、元禄の『椿姫』に出演。深見東州と共演。
- 25歳、ロータリー財団奨学生として、イタリア・ローマ・サンタチェチーリア音楽院に留学。アントニーノ・ベヴァックァに師事。また、ジャンニ・ライモンディ、アントニエッタ・ステッラの個人レッスンに通う。スルモーナでミレッラ・フレーニのマスタークラス修了。
- 2006年、イタリア・ローマのサンタ・チェチーリア音楽院修了。ディプロマ取得。ローマフェスティバルのフィガロの結婚にドンバジリオ役で出演。スルモーナ野外オペラ、椿姫にガストン役で出演。モデナ、ボローニャにてコンサート出演。
- 2007年、イタリア国ビザ満了のために帰国。帰国後に五十嵐麻利江に師事。五十嵐喜芳リサイタルに出演。ジャズピアニスト木住野佳子と共演。
- 2008年、日蓮宗総本山身延山久遠寺に修行に入る。修行後、日蓮宗教師となり住職資格を得る。イタリア・ミラノ蓮光寺にて仏教セミナー講師。インド・サルナート法輪寺で50日修行。
- 2009年、鈴木忠志演出『椿姫』にガストン役でグランシップ静岡に出演。中丸三千繪と共演。NHK静岡に出演。ハワイ日蓮宗別院にて、英語研修が始まる。ハワイオペラシアター、ラ・ボエーム公演ロドルフォ役で出演。
- 2010年、日蓮宗国際布教師を拝命。ホノルル妙法寺住職に就任。裏千家ハワイ60周年記念祝賀会にて演奏。
- 2011年、ハワイ初リサイタルを開催。日本国総領事館天皇誕生日祝賀会にて君が代を奉唱。
- 2012年、ハワイアンエアライン機内誌に活動が取り上げられる。霊跡本山佛現寺の寄在となる。
- 2014年、日本航空 日本・ハワイ間の機内誌にインタビュー記事が掲載。
- 2016年から2020年まで世界三大テノール、ホセ・カレーラスのマスタークラスに参加。現在、カレーラスのただ1人の日本人の弟子でもある。
- 2018年在ホノルル日本国総領事館に於いて、国会議員海外研修団（団長は松山政司前内閣府特命担当大臣）の歓迎会にて演奏。霊跡本山龍口寺で講演。三浦半島宗教者会議で講演、環境大臣の小泉進次郎と懇話。

- 2019年、前ハワイ州知事ジョージ・アリヨシのアロハオーダー受賞式にて、ハワイ州上院で演奏する。